# نایارا آزودو
نایارا د فاطیما آزودو (زاده ۳۰ اکتبر ۱۹۸۹) یک خواننده و ترانه‌سرای برزیلی است. او در ۱۸ اکتبر ۲۰۱۶ با رافائل کابرال ازدواج کرد. این زوج از سال ۲۰۱۲ با هم در ارتباط بودند.
نایارا د فاطیما آزودو در شهر فارول، پارانا، برزیل، در ۳۰ اکتبر ۱۹۸۹ به دنیا آمد. او دختر ایراچی آزودو و آماریلدو آزودو است. در سال ۲۰۱۲، او برای پیشبرد حرفه موسیقی خود به لوندرینا نقل مکان کرد. او با خوانندگی در جشن تولد، عروسی و کلوپ‌های شبانه امرار معاش می‌کرد. در سال ۲۰۱۳، پس از انتشار آثارش در اینترنت، توجه صنعت موسیقی را به خود جلب کرد و اولین DVD خود را ضبط کرد.